# Рідна команда (фільм)
Рідна команда (англ. Home Team) — американська дитяча спортивна комедія 2022 року.

## Сюжет
Через два роки після того, як «Нью-Орлінс Сейнтс» виграли Супербоул, їх головного тренера Шона Пейтона відсторонили від участі в НФЛ на один рік через його участь у скандалі «Баунтігейт» — інциденті, в ході якого членів команди «Сейнтс» звинуватили у виплаті винагород за навмисне завдання травм гравцям команди противника. Поки Пейтон очікує результатів своєї апеляції, він повертається до рідного міста в Техасі, щоб зустрітися зі своїм 12-річним сином, який входить до складу футбольної команди середньої школи. Спостерігаючи за їх тренуваннями, Шон час від часу викрикує підказки Коннору. Одного разу, коли він бачить спосіб допомогти команді, Шон не витримує та дає поради тренеру Трою, забезпечуючи команді перший тачдаун у сезоні. Трой переконує Шона приєднатися до них як координатора нападу команди.

## У ролях
| Актор            | Роль                |
| ---------------- | ------------------- |
| Кевін Джеймс     | тренер Шон Пейтон   |
| Тейлор Лотнер    | тренер Трой Ламберт |
| Гері Валентайн   | Мітч Бізон          |
| Роб Шнайдер      | Джеймі              |
| Джекі Сендлер    | Бет                 |
| Хлоя Файнеман    | Емілі               |
| Тайт Блюм        | Коннор Пейтон       |
| Максвелл Сімкінс | Полі                |
| Ісая Мустафа     | тренер Porcupine    |
| Лавелл Кроуфорд  | водій автобуса      |